# シュミット・マシネンバウ
ウィルフリード·シュミット・マシネンバウ（Wilfried Schmidt Maschinenbau ）はドイツのテュービンゲンにある自転車部品メーカーである。「マシネンバウ」はドイツ語で「機械製作」を意味する。

## 製品
自転車用のハブダイナモSON（Schmidts Original Nabendynamo ）を製造している。

### ハブダイナモの仕様
- 定格出力 : AC6V、3W
- 出力端子 : 2極、出力は非接地
- スポーク穴数ほか : 日本国内の代理店、並行輸入の販売店では取り扱いのない製品、スポーク穴数も記した。日本国内で取り扱いのない製品は海外のディーラーから購入可能。海外のディーラーリストは、シュミット・マシネンバウのウェブサイトを参照。

SON20/SON20S
小径車用ハブダイナモ。
- 適用ホイル寸法 : 16in～20in
- OLD : 100mm
- スポーク穴数 : 24, 28, 32, 36, 40, 48
- 質量 : 580g（ハブシャフトの質量を除く）
- その他 : SON20Sはディスクブレーキ対応版。

SON28/SON28S
- 適用ホイル寸法 : 26in～28in
- OLD : 100mm
- スポーク穴数 : 24, 28, 32, 36, 40, 48
- 質量 : 580g（ハブシャフトの質量を除く）
- その他 : 黒色モデルあり。SON28Sはディスクブレーキ対応版。

SON XS/SON XS 100
ブロンプトン用。/SON XS 100はブロンプトン以外の小径車用ハブダイナモ。
- 適用ホイル寸法 : 16in～20in
- OLD : 74mm/(SON XS 100 : 100mm)
- スポーク穴数 : 28/(SON XS 100 : 24, 28, 32)
- 質量 : 400g（ハブシャフトの質量を除く）
- その他 : SON XS 100はSON XSの幅の狭いハブにOLD100mmのハブ軸を組み合わせ軽量化をはかった製品。

SON XS M
三輪自転車の前輪用、片軸受け式、ディスクブレーキ対応。
- 適用ホイル寸法: 16in - 20in
- スポーク穴数: 32, 36（黒色）
- 質量: 520g